# عطاالله افندی شانی‌زاده
محمد عطااللّه بن محمدصادق رومی حنفی معروف به شانی‌زاده (به ترکی استانبولی: Mehmet Ataullah Efendi Şânizade) (زاده ۱۷۷۱ - درگذشته ۱۸۲۹) از حکیمان، تاریخ‌نویسان عثمانی بود.
او در انواع دانش‌ها دست داشت و وقایع عثمانی را به تحریر درآورد. او در سال ۱۲۴۲ ه. ق. درگذشت.

## آثار
اصول الحساب. اصول الهندسه. قانون الجراحین. مرآة الابدان فی تشریح اعضاء الانسان و معیار الاطباء در پزشکی.